# Knock (film, 1933)
Pour les articles homonymes, voir Knock.
Pour plus de détails, voir Fiche technique et Distribution.
Knock ou le Triomphe de la médecine est un film français de Roger Goupillières et Louis Jouvet, adapté de la pièce homonyme de Jules Romains et sorti en 1933.

## Synopsis
« Les gens bien portants sont des malades qui s'ignorent ». C'est armé de cette citation attribuée à Claude Bernard que le docteur Knock débarque dans le bourg de Saint-Maurice pour succéder au docteur Parpalaid dont il a acheté la clientèle. Or il se rend compte en arrivant que le docteur Parpalaid l'a quelque peu roulé, la clientèle est quasiment inexistante, les gens du pays étant des durs au mal doublés de ladres. Malgré tout, Knock attire les clients en offrant, le lundi matin, jour de marché, une consultation gratuite. Les habitants du canton vont se ruer sur cette consultation parce qu'elle est gratuite ; mais une fois dans le cabinet du savant docteur, celui-ci les rend malades en les manipulant. Avec la complicité du pharmacien (qui flaire les futures bonnes affaires) et de l'instituteur (bien involontaire), Knock fait entrer la médecine dans tous les foyers. Parpalaid, qui s'ennuie à Lyon où il n'a pas plus de clients, revient à Saint-Maurice pour toucher ce que lui doit Knock. Mais il trouve l'hôtel de la Clé complet, rempli de malades de passage. A mots à peine voilés, il traite Knock de charlatan, mais ce dernier finit par le persuader qu'il est malade et le film s'achève sur le confrère de Knock mis au lit pour suivre un traitement.

## Fiche technique
- Titre : Knock ou le Triomphe de la médecine
- Réalisation : Roger Goupillières et Louis Jouvet
- Scénario : Georges Neveux d'après la pièce homonyme de Jules Romains
- Dialogues : Jules Romains
- Décors : Lucien Aguettand
- Photographie : Fédote Bourgasoff, René Colas
- Montage : Jean Feyte
- Musique : Jean Wiéner
- Affiche : Jean-Adrien Mercier
- Production : Georges Marret
- Société de production : Les Productions Georges Marret
- Société de distribution : Les Films Armor
- Pays d'origine :  France
- Langue : français
- Format : Noir et blanc — 35 mm — 1,37:1 — Son  mono
- Genre : Comédie
- Durée : 95 minutes
- Date de sortie : 8 novembre 1933 (France)

## Distribution
- Louis Jouvet : le docteur Knock
- Pierre Palau : le docteur Parpalaid
- Madeleine Ozeray : Mariette
- Pierre Larquey : le Tambour de ville
- Iza Reyner : la Dame en noir
- Thérèse Dorny : la Dame en en violet
- Germaine Albert : Mme Parpalaid
- Marguerite Ducouret : Mme Rémy
- Robert Le Vigan : M. Mousquet, le pharmacien
- Jane Loury : Mme Mousquet
- Robert Moor : l'Instituteur
- Louis Zellas : M. Raffalens
- Romain Bouquet : Michalon
- Émile Rosen : Joseph
- Géo Sorgès : Scipion
- Jean Delacour : le Portier
- Christiane Jean : une infirmière
- Alexandre Rignault : le premier gars
- Henri Saint-Isles : le second gars

## Production
Le tournage s'est déroulé en Corrèze.

## Autour du film
Il s'agit de la première adaptation cinématographique de Knock avec Louis Jouvet, rôle qu'il avait créé sur scène en 1923. Il en tournera une seconde sous la direction de Guy Lefranc en 1951.